# 自言自語 (紅髮艾德歌曲)
自言自語（Thinking Out Loud）是英國歌手紅髮艾德的一首歌曲，收錄於2014年發行的專輯《×》。自言自語在美國告示牌百大單曲榜登上第二位，並在第58屆葛萊美獎獲頒年度歌曲。